# UKH Start 1954 Gniezno
UKH Start 1954 Gniezno is een Poolse hockeyclub uit Gniezno. De club in haar huidige vorm werd opgericht in 2004, maar is formeel een voortzetting van SKS Start Gniezno die werd opgericht in 1954. De club is min of meer verwant aan sportclub Stella Gniezno.
In 2005 nam de club deel aan het Europacup II toernooi.